# Lista de impeachments de chefes de Estados
Esta é uma lista de impeachments formais, tentativas de impeachment ou inquéritos de impeachment de presidentes ou titulares de outros cargos equivalentes a um chefe de estado.

## Impeachments bem-sucedidos
| Nome                           | País           | Título                  | Data                    | Acusações                                                                                           | Resultados |
| ------------------------------ | -------------- | ----------------------- | ----------------------- | --------------------------------------------------------------------------------------------------- | --- |
| Han Duck-soo                   | Coreia do Sul  | Presidente em exercício | 27 de dezembro de 2024  | Recusa na nomeação de juízes da Suprema Corte                                                       | - Impeachment aprovado pela Assembleia Nacional, reintegrado pelo Tribunal Constitucional em 24 de março de 2025. Choi Sang-mok atuou como presidente interino e primeiro-ministro interino durante o impeachment de Han.                               |
| Yoon Suk-yeol                  | Coreia do Sul  | Presidente              | 14 de dezembro de 2024  | Declaração ilegal de lei marcial                                                                    | - Impeachment aprovado pela Assembleia Nacional e confirmado pelo Tribunal Constitucional em 4 de abril de 2025. Han Duck-soo serviu como presidente interino até seu impeachment em 27 de dezembro de 2024.                                            |
| Pedro Castillo (2ª vez)        | Peru           | Presidente              | 14 de março de 2022     | Incapacidade moral                                                                                  | - Impeachment pelo Congresso do Peru em 14 de março de 2022. Absolvido em 28 de março de 2022 com uma votação de 55-54, com 19 abstenções, pois não atingiu os 87 votos necessários para a destituição.                                                 |
| Pedro Castillo (1ª vez)        | Peru           | Presidente              | 26 de novembro de 2021  | Corrupção, Perjúrio e Nepotismo                                                                     | - A votação do impeachment falhou 76-46 no Congresso do Peru. |
| Sebastián Piñera               | Chile          | Presidente              | 9 de novembro de 2021   | Infringir abertamente a Constituição e comprometer seriamente a honra da nação                      | - A Câmara dos Deputados destituiu Piñera por uma maioria de 78 votos (de 155). Absolvido pelo Senado em 16 de novembro de 2021. |
| Ilir Meta                      | Albânia        | Presidente              | 9 de junho de 2021      | Não garantir a unidade nacional apoiando as oposição durante eleições                               | - Impeachment promovido pelo parlamento. Atualmente ainda no aguardo Tribunal Constitucional quanto a destituição do cargo. |
| Donald Trump (2ª vez)          | Estados Unidos | Presidente              | 13 de janeiro de 2021   | Incitação a insurgência                                                                             | - Impeachment proposto pela Câmara dos Representantes dos Estados Unidos. Absolvido pelo Senado dos Estados Unidos. - O artigo foi posteriormente aprovado uma semana antes do fim do mandato de Trump. - Seu mandato acabou antes do processo começar. |
| Martín Vizcarra (2ª vez)       | Peru           | Presidente              | 2 de novembro de 2020   | Suborno, perjúrio                                                                                   | - Destituído pelo Congresso do Peru em 9 de novembro de 2020 por maioria absoluto de votos. - Foi substituído por Manuel Merino, presidente do congresso.                                                                                               |
| Martín Vizcarra (1ª vez)       | Peru           | Presidente              | 11 de setembro de 2020  | Trafico de influência                                                                               | - Aceito pelo Congresso do Peru em 18 de setembro de 2020. |
| Donald Trump (1ª vez)          | Estados Unidos | Presidente              | 18 de dezembro de 2019  | Abuso de poder, obstrução do Congresso                                                              | - Impeachment proposto pela Câmara dos Representantes dos Estados Unidos; absolvido pelo Senado dos Estados Unidos em 5 de fevereiro de 2020. |
| Pedro Pablo Kuczynski (2ª vez) | Peru           | Presidente              | 21 de março de 2018     | Compra de votos, lavagem de dinheiro                                                                | - Processo de impeachment aprovado pelo congresso. - O presidente renunciou antes da votação de julgamento agendada. |
| Pedro Pablo Kuczynski (1ª vez) | Peru           | Presidente              | 21 de dezembro de 2017  | Suborno, lavagem de dinheiro                                                                        | - Processo de impeachment aprovado pelo congresso. Absolvido posteriormente pelo Congresso. |
| Park Geun-hye                  | Coreia do Sul  | Presidente              | 9 de dezembro de 2016   | Abuso de poder                                                                                      | - Impeachment aprovado pela Assembleia Nacional e confirmado pela Corte Constitucional em 10 de março de 2017. - Hwang Kyo-ahn atuou como interino durante o processo.                                                                                  |
| Dilma Rousseff                 | Brasil         | Presidente              | 17 de abril de 2016     | Violação de leis orçamentarias                                                                      | - Suspensa da presidência em 12 de maio de 2016; destituída do cargo pelo Senado Federal em 31 de agosto de 2016. - Foi substituída por Michel Temer, vice-presidente.                                                                                  |
| Viktor Yanukovych              | Ucrânia        | Presidente              | 21 de fevereiro de 2014 | Traição                                                                                             | - Processo de impeachment promovido pela Constituição da Ucrânia não foi aceito. - O presidente fugiu do país após a Revolução Ucraniana de 2014. - Foi substituído por Oleksandr Turchynov, presidente interino.                                       |
| Václav Klaus                   | Chéquia        | Presidente              | 5 de março de 2013      | Traição                                                                                             | - Impugnado pelo Senado, mas rejeitado como discutível pelo Tribunal Constitucional devido ao fim de seu mandato. |
| Fernando Lugo                  | Paraguai       | Presidente              | 21 de junho de 2012     | Nepotismo, insegurança e compra ilegal de terras                                                    | - Destituído pelo cargo do Senado em 22 de junho de 2012. - Foi substituído por Federico Franco, vice-presidente. |
| Rolandas Paksas                | Lituânia       | Presidente              | 31 de março de 2004     | Interferir em uma transação de privatização e vazamento de informações confidenciais                | - Destituída pelo Seimas em 6 de abril de 2004. - Foi substituído por Artūras Paulauskas como interino durante o processo. |
| Roh Moo-hyun                   | Coreia do Sul  | Presidente              | 12 de março de 2004     | Violação de leis eleitorais                                                                         | - Impeachment pela Assembleia Nacional; reintegrado pela Corte Constitucional em 14 de maio de 2004. - Goh Kun serviu como interino durante o processo.                                                                                                 |
| Abdurrahman Wahid              | Indonésia      | Presidente              | 23 de julho de 2001     | Ameaças de dissolver o parlamento                                                                   | - Destituído pela Assembleia Consultiva do Povo. - Foi substituído Megawati Sukarnoputri, vice-presidente. |
| Alberto Fujimori               | Peru           | Presidente              | 22 de novembro de 2000  | Assassinato, lesão corporal, duas acusações de sequestro                                            | - Renúncia em 17 de novembro de 2000 através de Fax no Japão. A renúncia não foi aceita pelo congresso que votou por sua destituição. - Foi substituído por Valentín Paniagua, presidente do congresso.                                                 |
| Joseph Estrada                 | Filipinas      | Presidente              | 13 de novembro de 2000  | Corrupção                                                                                           | - Impeachment promovido pelo Congresso das Filipinas; o caso foi a julgamento de impeachment no senado. - Foi substituído por Glória Macapagal-Arroyo.                                                                                                  |
| Bill Clinton                   | Estados Unidos | Presidente              | 19 de dezembro de 1998  | Perjúrio, obstrução da justiça                                                                      | - Impeachment promovido pelas Câmara de Representantes dos Estados Unidos; absolvido pelo Senado dos Estados Unidos em 12 de fevereiro de 1999. |
| Boris Iéltsin                  | Rússia         | Presidente              | 22 de setembro de 1993  | Violação da Constituição                                                                            | - Reteve o cargo após a Crise Constitucional de 1993. |
| Carlos Andrés Pérez            | Venezuela      | Presidente              | 20 de março de 1993     | Desfalque                                                                                           | - Impeachment promovido pela Suprema Corte da Venezuela em 21 de maio de 1993. Removido pelo congresso em 31 de agosto de 1993. - Foi substituído por Octavio Lapage, vice-presidente.                                                                  |
| Fernando Collor                | Brasil         | Presidente              | 1 de setembro de 1992   | Tráfico de influência                                                                               | - Renunciou em 29 de dezembro de 1992. - Foi substituído por Itamar Franco, vice-presidente. |
| Abolhassan Banisadr            | Irão           | Presidente              | 20 de julho de 1981     | Conduta anti-revolucionaria e vínculos de organizações politico-militar com MeK                     | - Destituído pelo líder-supremo Aiatolá Khomeini. - Foi substituído pelo Conselho Presidencial Provisório. |
| Sukarno                        | Indonésia      | Presidente              | 12 de março de 1967     | Alegação de ser o mentor da golpe de 30 de setembro em seu próprio favor.                           | - Destituído pelo parlamento. - Foi substituído pelo presidente do parlamento, Mohammed Suharto, que posteriormente se tornou presidente titular. |
| Café Filho                     | Brasil         | Presidente              | 19 de novembro de 1955  | Golpe de estado, tentativa de impedir Juscelino Kubitschek. Deixando a presidência para Carlos Luz. | - Impedido de tomar a presidência, após uma autodeclaração de incapacidade em 8 de novembro de 1955 pelo Senado Federal em 22 de novembro de 1955. - O processo ocorreu durante o governo interino de Nereu Ramos.                                      |
| Carlos Luz                     | Brasil         | Presidente              | 11 de novembro de 1955  | Tentativa de golpe de estado, na intenção de impedir Juscelino Kubitchek de assumir o cargo.        | - Destituído do cargo pelo Senado Federal em 11 de novembro de 1955. O processo de impeachment ocorreu em um único dia. - Foi substituído por Nereu Ramos, presidente do Senado Federal.                                                                |
| Andrew Johnson                 | Estados Unidos | Presidente              | 24 de fevereiro de 1868 | Violação de lei de posse de Escritório                                                              | - Impeachment promovido pela Câmara dos Representantes dos Estados Unidos; absolvido pelo Senado dos Estados Unidos em 26 de maio de 1868. |

## Renúncias durante processos ou tentativas de Impeachment
| Nome             | País           | Título     | Data                   | Resultados                                                                                |
| ---------------- | -------------- | ---------- | ---------------------- | ----------------------------------------------------------------------------------------- |
| Robert Mugabe    | Zimbabwe       | Presidente | 21 de novembro de 2017 | Renunciou antes da votação formal.                                                        |
| Pervez Musharraf | Paquistão      | Presidente | 18 de agosto de 2008   | Renunciou antes da votação formal. condenado por In absentia em 2019 e condenado a morte. |
| Giovanni Leone   | Itália         | Presidente | 15 de junho de 1978    | Renunciou antes da votação formal.                                                        |
| Richard Nixon    | Estados Unidos | Presidente | 9 de agosto de 1974    | Renunciou antes da votação formal.                                                        |

## Tentativas falhas de Impeachment
| Nome                    | País           | Título     | Data                    | Resultado |
| ----------------------- | -------------- | ---------- | ----------------------- | --- |
| Ilir Meta               | Albânia        | Presidente | 27 de julho de 2020     | - O parlamento albanês votou contra o processo de impeachment. |
| Sebastián Piñera        | Chile          | Presidente | 19 de dezembro de 2019  | - O Congresso Nacional rejeitou a moção de impeachment por falha em proteger os direitos humanos, considerando que ele não atendia ao limite constitucional para um impeachment.                                                                              |
| Martín Vizcarra         | Peru           | Presidente | 1 de outubro de 2019    | - O Congresso do Peru tentou remover o pedido de impeachment tentou impeachment e remover Vizcarra depois que o presidente peruano ordenou a dissolução do congresso como parte da crise constitucional peruana de 2019. A votação foi considerada ilegítima. |
| Miloš Zeman             | Chéquia        | Presidente | 26 de setembro de 2019  | - Não passou. |
| Michel Temer            | Brasil         | Presidente | 9 de junho de 2017      | - Dispensado pelo Tribunal Superior Eleitoral. |
| Rodrigo Duterte         | Filipinas      | Presidente | 16 de março de 2017     | - A Câmara de Representantes das Filipinas rejeitou a acusação por voto unânime. |
| Jacob Zuma              | África do Sul  | Presidente | 5 de abril de 2016      | - Não passou. |
| Benigno Aquino III      | Filipinas      | Presidente | 21 de julho de 2014     | - O Comitê de Justiça da Câmara rejeitou as acusações por uma votação de 45-4. |
| Giorgio Napolitano      | Itália         | Presidente | 11 de fevereiro de 2014 | - Não passou. |
| Traian Băsescu          | Roménia        | Presidente | 29 de julho de 2012     | - Não passou. |
| Barack Obama            | Estados Unidos | Presidente | 7 de março de 2012      | - Resolução referida ao comitê, nenhuma ação adicional tomada. |
| Glória Macapagal-Arroyo | Filipinas      | Presidente | 26 de novembro de 2008  | - O Comitê de Justiça da Câmara rejeitado as acusações por uma votação de 42-8. |
| George W. Bush          | Estados Unidos | Presidente | 11 de junho de 2008     | - Resolução encaminhada ao comitê, nenhuma ação adicional tomada. |
| Glória Macapagal-Arroyo | Filipinas      | Presidente | 26 de novembro de 2007  | - Rejeitado pela Câmara de Representantes das Filipinas por meio de uma votação de 173-42. |
| Traian Băsescu          | Roménia        | Presidente | 19 de abril de 2007     | - Não passou. |
| Glória Macapagal-Arroyo | Filipinas      | Presidente | 24 de agosto de 2006    | - Rejeitado pela Câmara dos Representantes das Filipinas por meio de uma votação de 173-72. |
| Glória Macapagal-Arroyo | Filipinas      | Presidente | 30 de agosto de 2007    | - O Comitê de Justiça da Câmara rejeitou as acusações. |
| Boris Iétsin            | Rússia         | Presidente | 15 de maio de 1999      | - Não passou. |
| Boris Iétsin            | Rússia         | Presidente | 28 de março de 1999     | - Não passou. |
| Francesco Cossiga       | Itália         | Presidente | Dezembro de 1991        | - Não passou. |
| Getúlio Vargas          | Brasil         | Presidente | 16 de junho de 1954     | - Rejeitado pela Câmara dos Deputados por 136 votos a 35. |
| James Buchanan          | Estados Unidos | Presidente | 16 de junho de 1860     | - O Comitê concluiu que não havia motivos para o processo. |
| John Tyler              | Estados Unidos | Presidente | 10 de janeiro de 1843   | - Resolução de impeachment rejeitada pela Câmara dos Representantes de 127-83. |